# Cissie Stewart
Cissie Stewart (Reino Unido, 19 de julio de 1911-8 de enero de 2008) fue una nadadora británica especializada en pruebas de estilo libre, donde consiguió ser subcampeona olímpica en 1928 en los 4 x 100 metros.

## Carrera deportiva
En los Juegos Olímpicos de Ámsterdam 1928 ganó la medalla de plata en los relevos de 4 x 100 metros estilo libre, con un tiempo 5:02.8 segundos), tras Estados Unidos (oro) y por delante de Sudáfrica (bronce); sus compañeras de equipo fueron las nadadoras: Joyce Cooper, Ellen King y Iris Tanner.